# Limbodessus praelargus
Limbodessus praelargus är en skalbaggsart som först beskrevs av Lea 1899.  Limbodessus praelargus ingår i släktet Limbodessus och familjen dykare. Inga underarter finns listade i Catalogue of Life.